# Alexandre Petrov (joueur d'échecs)
Pour les articles homonymes, voir Alexandre Petrov.
 (novembre 2017).
Si vous disposez d'ouvrages ou d'articles de référence ou si vous connaissez des sites web de qualité traitant du thème abordé ici, merci de compléter l'article en donnant les références utiles à sa vérifiabilité et en les liant à la section « Notes et références ».
Alexandre Dmitrievitch Petrov (en russe : Александр Дмитриевич Петров) est un joueur et théoricien russe des échecs (1799 - 1867).
Il apprend les échecs à l'âge de quatre ans. À vingt ans, champion incontesté de Saint-Pétersbourg, il entreprend un traité de théorie qui est publié en russe en 1824 sous le titre de Chakhmatnaïa igra en deux volumes. Dans les années 1830-1840 il exerce la mission de sous-secrétaire d'État pour la Pologne, alors sous domination russe. Dans un article publié en 1850, il donne pour la première fois la description de la position appelée la forteresse. 
Sur le plan échiquéen, il assoit sa domination sur les joueurs russes, et bat notamment son propre élève Carl Jaenisch et Sergueï Ouroussov. C'est à cette époque que l'ouverture qu'il a particulièrement étudiée avec Jaenisch, la défense russe ou défense Petrov, est diffusée en Occident notamment par un article dans la revue française Le Palamède. En 1862, il a encore la ressource de battre en match Ilia Choumov (+4, -2), célèbre joueur et compositeur russe.
Petrov a été surnommé le « Philidor du Nord » ou le « La Bourdonnais russe ».
Mort d'un accident vasculaire cérébral, il est enterré au cimetière orthodoxe de Varsovie (la tombe est perdue).